# (6372) Walker
(6372) Walker (1985 JW1) – planetoida z grupy pasa głównego asteroid okrążająca Słońce w ciągu 5,7 lat w średniej odległości 3,19 j.a. Odkryta 13 maja 1985 roku.